# Carel Eiting
Carel Eiting (* 11. Februar 1998 in Amsterdam) ist ein niederländischer Fußballspieler. Er wurde überwiegend bei Ajax Amsterdam ausgebildet und steht aktuell beim FC Twente Enschede unter Vertrag.

## Karriere

### Verein
Eiting begann mit dem Fußballspielen beim Amsterdamsche FC DWS und wechselte 2007 in die Nachwuchsakademie von Ajax Amsterdam. In der Saison 2017/18 gab er sein Debüt in der Eredivisie und kam in der Folge zu drei weiteren Einsätzen; zum Ende der Saison wurde Eiting mit den Amsterdamern Vizemeister. Aufgrund einer Knieverletzung fiel Eiting von Januar bis September 2019 aus. Danach spielte er zunächst bei der zweiten Mannschaft, bevor er am 19. Januar 2020 erstmals wieder in der Eredivisie spielte.
Nach dem ersten Spieltag der Saison 2020/21 wurde er Mitte September 2020 für diese Saison an den englischen Zweitligisten Huddersfield Town ausgeliehen.
Zur Saison 2021/22 kehrte Eiting nicht mehr zu Ajax zurück, sondern wechselte zum belgischen Erstligisten KRC Genk, bei dem er einen Vertrag bis zum 30. Juni 2025 unterschrieb. Eiting bestritt für Genk 12 von 23 möglichen Ligaspielen. Dazu kommen ein Pokal- und fünf Europapokalspiele sowie das verlorene Superpokalspiel 2022. Ende Januar 2022, unmittelbar vor dem Ende des Wintertransferfenster, wechselte er zurück zu Huddersfield Town und unterschrieb dort einen Vertrag bis zum Ende der Saison. Eiting bestritt für Huddersfield fünf von 20 möglichen Ligaspielen sowie zwei Spiele im Ligapokal. Sein zum Saisonende auslaufender Vertrag wurde nicht verlängert.
Zur Spielzeit 2022/23 schloss er sich in den Niederlanden dem FC Volendam an, bei welchem er vom Start weg gleich eine Rolle als Stammspieler innehatte. Zur Spielzeit 2023/24 wechselte er zu Twente Enschede.

### Nationalmannschaft
Eiting absolvierte zwei Spiele für die niederländische U-15-Nationalmannschaft, sieben für die U-16-Auswahl sowie 14 für die U-17 und nahm mit dieser Altersklasse an der U-17-Fußball-Europameisterschaft 2015 in Bulgarien teil. Bei diesem Turnier kam Eiting zu zwei Einsätzen. In der Folge kam er zu zwei Partien für die U-18-Nationalmannschaft sowie zu fünf für die U-19-Nationalelf. Mit dieser nahm Eiting an der U-19-Fußball-Europameisterschaft 2016 in Deutschland teil und kam zu drei Einsätzen. Danach spielte er siebenmal für die U-20-Auswahl. Am 22. März 2018 spielte Eiting bei der 1:4-Niederlage im Testspiel in Doetinchem gegen Belgien erstmals für die niederländische U-21-Nationalmannschaft.

## Erfolge
Ajax Amsterdam
- Niederländischer Meister: 2019
- Niederländischer Pokalsieger: 2019